# Linckia bouvieri
Linckia bouvieri is een zeester uit de familie Ophidiasteridae.
De wetenschappelijke naam van de soort werd in 1875 gepubliceerd door Edmond Perrier.